# Servicio 257 (Corredor Rojo)
El servicio 257 es una línea del Corredor Rojo, que conecta los distritos de Ate y La Molina.

## Características
Inició operaciones el 23 de enero de 2017. Su recorrido inaugural, abarcaba una trayectoria cíclica por varias avenidas del distrito de La Molina, aunque posteriormente fue ampliada hasta las inmediaciones del centro comercial Plaza Josfel, en el distrito de Ate. Desde enero de 2019, cubre una trayectoria bidireccional entre la zona conocida como Ceres Medio, y el cruce de las avenidas La Molina y Javier Prado Este.
A diferencia de otros servicios del Corredor Rojo, su principal función es atender recorridos zonales a lo largo de urbanizaciones como Ceres, Mayorazgo y Santa Raquel. Comparte la mayoría de sus paraderos con el servicio 209. Opera con una flota de autobuses de 12 metros.

### Horarios
| Días            | Horario                   |
| --------------- | ------------------------- |
| Lunes a domingo | 05:00 a. m. - 11:00 p. m. |

### Tarifas
Los medios de pago válidos son la tarjeta Lima Pass y la tarjeta del Metropolitano. Asimismo, se acepta dinero en efectivo.
| Tipo    | Precio  |
| ------- | ------- |
| General | S/ 1.00 |
| Medio   | S/ 0.50 |

## Recorrido
| Ida La Molina | Prolongación Javier Prado (esq. Avenida Nicolás de Ayllón) — Avenida Nicolás de Ayllón — Avenida Separadora Industrial — Avenida Huarochirí — Avenida Los Constructores — Avenida La Molina (esq. Avenida Javier Prado) |
| Vuelta Ceres  | Avenida La Molina (esq. Avenida Javier Prado) — Avenida Los Constructores — Avenida Huarochirí — Avenida Separadora Industrial — Avenida Nicolás de Ayllón (esq. Prolongación Javier Prado)                             |

## Paraderos
| N° | Paradero          | Común con |
| -- | ----------------- | --------- |
| 1  | Ceres             | 201 209   |
| 2  | Los Ángeles       | 209       |
| 3  | Vista Alegre      | 209       |
| 4  | Pista Nueva       | 209       |
| 5  | Josfel            | 209       |
| 6  | Backus            | 209       |
| 7  | Mayorazgo         | 209       |
| 8  | Huarochirí        | 209       |
| 9  | Los Constructores | 209       |
| 10 | Flora Tristán     | 209       |
| 11 | Los Ingenieros    | 209       |
| 12 | Los Industriales  | 209       |
| 13 | La Molina         | 209       |
| 14 | Javier Prado      | 209       |

| N° | Paradero              | Común con |
| -- | --------------------- | --------- |
| 1  | Javier Prado          | 204 206   |
| 2  | Banco                 | 209       |
| 3  | Los Constructores     | 209       |
| 4  | Los Industriales      | 209       |
| 5  | Los Ingenieros        | 209       |
| 6  | Flora Tristán         | 209       |
| 7  | Huarochirí            | 209       |
| 8  | Separadora Industrial | 209       |
| 9  | Mayorazgo             | 209       |
| 10 | Tecno PVC             |           |
| 11 | Carretera Central     | 209       |
| 12 | Josfel                | 209       |
| 13 | Puruchuco             | 209       |
| 14 | Pista Nueva           | 209       |
| 15 | Vista Alegre          | 209       |
| 16 | Los Ángeles           | 209       |
| 17 | Ceres                 | 209       |